# Blågrå tangara
Blågrå tangara (Thraupis episcopus) är en fågel i familjen tangaror inom ordningen tättingar. Den är mycket vanlig i låglänta öppna tropiska områden från Mexiko till Brasilien.

## Utseende
Blågrå tangara är en 16 cm lång ljust grå och blå tangara med rätt kort och kraftig näbb. Fjäderdräkten är huvudsakligen ljust blågrå, med mer lysande blå kanter på ving- och stjärtpennor. Vingtäckarna är likaså lysande blå hos fåglar från Mexiko till norra Sydamerika samt Sydamerika väster om Anderna, medan andra underarter har mer eller mindre kontrasterande vita vingtäckare. Ungfåglarna är mattare i färgerna och liknar därför mycket sayacatangaran.

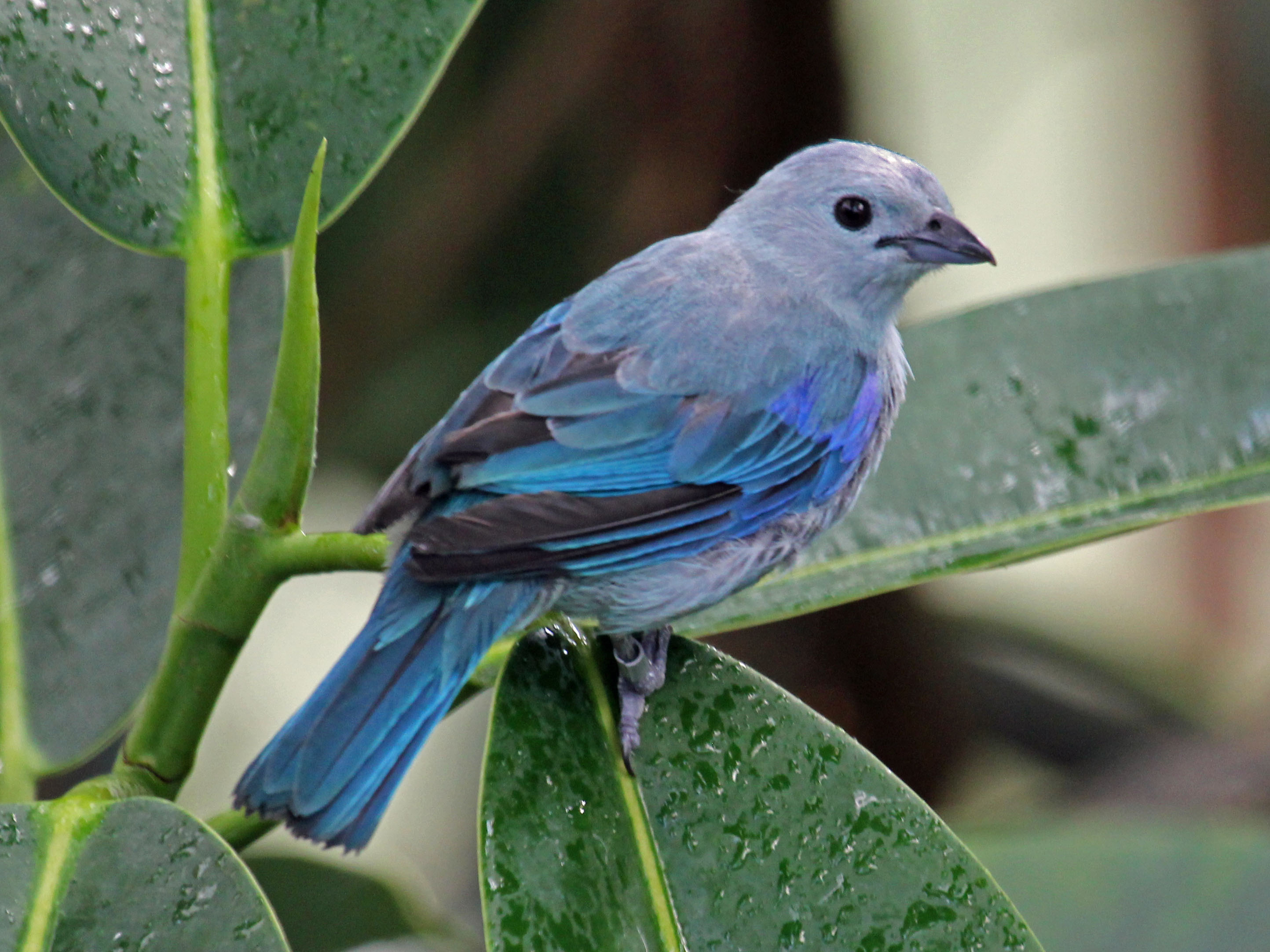

## Utbredning och systematik
Blågrå tangara delas in i 13 underarter med följande utbredning:
- cana-gruppen
  - Thraupis episcopus cana – sydöstra Mexico (San Luis Potosí) till norra Venezuela samt på Pärlöarna
- Thraupis episcopus caesitia – längs karibiska kusten i västra Panama (Escudo de Veraguas)
- Thraupis episcopus cumatilis – ön Coiba
- Thraupis episcopus nesophila – östligaste Colombia till östra Venezuela samt på Trinidad
- Thraupis episcopus berlepschi – Tobago
- Thraupis episcopus quaesita – Stillahavssluttningen i sydvästra Colombia, västra Ecuador och nordvästra Peru
- episcopus-gruppen
- Thraupis episcopus leucoptera – östra Andernas östsluttning i centrala Colombia
- Thraupis episcopus mediana – sydöstra Colombia till nordligaste Bolivia och norra Brasilien
- Thraupis episcopus coelestis – tropiska sydöstra Colombia till centrala Peru och västra Amazonas Brasilien
- Thraupis episcopus episcopus – Guyana och norra Brasilien
- Thraupis episcopus caerulea – sydöstra Ecuador och norra Peru (i söder till Huánuco)
- Thraupis episcopus major – centrala Peru (Chanchamayo, Ica)
- Thraupis episcopus urubambae – sydöstra Peru (Urubambadalen och Amazonflodens avrinningsområde)

Ofta erkänns även underarten ehrenreichi med utbredning utmed floden Purús i nordvästra Brasilien.

### Släktestillhörighet
Arten placeras traditionellt i Thraupis. Genetiska studier har dock visat att Thraupis är inbäddat i Tangara. Vissa väljer att därför inkludera dem i Tangara, medan andra istället delar upp Tangara i flera släkten och behåller Thraupis som ett eget släkte.

## Levnadssätt
Blågrå tangara är en mycket vanlig art i fuktiga låglänta tropiska områden som ses i skogsbryn, ungskog, utmed vägar och floder, i plantage och till och med i parker och trädgårdar i städer. Födan består av olika sorters frukter, men ses också födosöka efter leddjur. Den rör sig vanligen i par eller i smågrupper.

## Status
Arten har ett mycket stort utbredningsområde och tros öka i antal. Internationella naturvårdsunionen IUCN listar den därför som livskraftig (LC). Världspopulationen uppskattas till i storleksordningen 50 miljoner vuxna individer.